# Leoti
Leoti è un comune degli Stati Uniti d'America, situato nello Stato del Kansas, nella contea di Wichita, della quale è il capoluogo.